# XXVIII Premis de la Unión de Actores
La XXVIII edició dels Premis de la Unión de Actores, corresponents a l'any 2018, concedits pel sindicat d'actors Unión de Actores y Actrices, va tenir lloc l'11 de març de 2019 al Circo Price. Fou patrocinada per la Fundación AISGE, que estrenava president en la persona d'Emilio Gutiérrez Caba. La gala fou dirigida per Laila Ripoll i presentada per Verónica Ronda i Ángel Ruiz

## Candidatures

### Premi a Tota una vida
- Marisa Paredes

### Premi Especial
- Subcomissió de l'Estatut de l'Artista

### Menció d'Honor Mujeres en Unión
- El intermedio

### Premi producció internacional
- Penélope Cruz
- Alberto Ammann

### Cinema

#### Millor actriu protagonista
| Actriu         | Pel·lícula                | Resultat   |
| -------------- | ------------------------- | ---------- |
| Susi Sánchez   | La enfermedad del domingo | Guanyadora |
| Penélope Cruz  | Todos lo saben            | Nominada   |
| Bárbara Lennie | La enfermedad del domingo | Nominada   |

#### Millor actor protagonista
| Actor               | Pel·lícula     | Resultat  |
| ------------------- | -------------- | --------- |
| Antonio de la Torre | El reino       | Guanyador |
| Javier Bardem       | Todos lo saben | Nominat   |
| José Coronado       | Tu hijo        | Nominat   |

#### Millor actriu secundària
| Actriu            | Pel·lícula    | Resultat   |
| ----------------- | ------------- | ---------- |
| Ana Wagener       | El reino      | Guanyadora |
| Alexandra Jiménez | Superlópez    | Nominada   |
| Carolina Yuste    | Carmen y Lola | Nominada   |

#### Millor actor secundari
| Actor            | Pel·lícula | Resultat  |
| ---------------- | ---------- | --------- |
| Juan Margallo    | Campeones  | Guanyador |
| Alberto San Juan | El rey     | Nominat   |
| Luis Zahera      | El reino   | Nominat   |

#### Millor actriu de repartiment
| Actriu         | Pel·lícula     | Resultat   |
| -------------- | -------------- | ---------- |
| Elvira Mínguez | Todos lo saben | Guanyadora |
| Petra Martínez | Petra          | Nominada   |
| Sonia Almarcha | El reino       | Nominada   |

#### Millor actor de repartiment
| Actor         | Pel·lícula       | Resultat  |
| ------------- | ---------------- | --------- |
| Luis Bermejo  | Tu hijo          | Guanyador |
| Carlos Bardem | Alegría Tristeza | Nominat   |
| Oriol Pla     | Petra            | Nominat   |

#### Millor actriu revelació
| Actriu       | Pel·lícula, serie u obra | Resultat   |
| ------------ | ------------------------ | ---------- |
| Eva Llorach  | Quién te cantará         | Guanyadora |
| Abril Zamora | Vis a vis                | Nominada   |
| Zaira Romero | Carmen y Lola            | Nominada   |

#### Millor actor revelació
| Actor              | Pel·lícula, serie u obra                    | Resultat  |
| ------------------ | ------------------------------------------- | --------- |
| Álex Villazán      | El curioso incidente del perro a medianoche | Guanyador |
| Borja Luna         | Animales sin collar                         | Nominat   |
| Sergio Castellanos | La peste                                    | Nominat   |

### Televisió

#### Millor actriu protagonista
| Actriu       | Sèrie de televisió | Resultat   |
| ------------ | ------------------ | ---------- |
| Inma Cuesta  | Arde Madrid        | Guanyadora |
| Alba Flores  | La casa de papel   | Nominada   |
| Belén Cuesta | Paquita Salas      | Nominada   |

#### Millor actor protagonista
| Actor            | Sèrie de televisió | Resultat  |
| ---------------- | ------------------ | --------- |
| Álvaro Morte     | La casa de papel   | Guanyador |
| Javier Gutiérrez | Estoy vivo         | Nominat   |
| Javier Rey       | Fariña             | Nominat   |

#### Millor actriu secundària
| Actriu            | Sèrie de televisió | Resultat   |
| ----------------- | ------------------ | ---------- |
| Anna Castillo     | Arde Madrid        | Guanyadora |
| Adriana Ozores    | Velvet Colección   | Nominada   |
| Elisabet Gelabert | Gigantes           | Nominada   |

#### Millor actor secundari
| Actor         | Sèrie de televisió | Resultat  |
| ------------- | ------------------ | --------- |
| Antonio Durán | Fariña             | Guanyador |
| Alejo Sauras  | Estoy vivo         | Nominat   |
| Jaime Lorente | La casa de papel   | Nominat   |

#### Millor actriu de repartiment
| Actriu          | Sèrie de televisió | Resultat   |
| --------------- | ------------------ | ---------- |
| Miren Ibarguren | Arde Madrid        | Guanyadora |
| Pepa Gracia     | La otra mirada     | Nominada   |
| Yolanda Ramos   | Paquita Salas      | Nominada   |
|                 |                    |            |

#### Millor actor de repartiment
| Actor            | Sèrie de televisió   | Resultat  |
| ---------------- | -------------------- | --------- |
| Julián Villagrán | Arde Madrid          | Guanyador |
| Borja Maestre    | Amar es para siempre | Nominat   |
| Jesús Castejón   | Vis a vis            | Nominat   |

### Teatre

#### Millor actriu protagonista
| Actriu         | Muntatge          | Resultat   |
| -------------- | ----------------- | ---------- |
| Laura Toledo   | La voz dormida    | Guanyadora |
| Bárbara Lennie | El tratamiento    | Nominada   |
| Susana Hernáiz | La extraña pareja | Nominada   |

#### Millor actor protagonista
| Actor           | Muntatge         | Resultat  |
| --------------- | ---------------- | --------- |
| Alberto Berzal  | 1984             | Guanyador |
| Carlos Hipólito | Billy Elliot     | Nominat   |
| Juan Codina     | Luces de bohemia | Nominat   |

#### Millor actriu secundària
| Actriu            | Muntatge                                    | Resultat   |
| ----------------- | ------------------------------------------- | ---------- |
| Natalia Hernández | La ternura                                  | Guanyadora |
| Clara Sanchis     | Consentimiento                              | Nominada   |
| Mabel del Pozo    | El curioso incidente del perro a medianoche | Nominada   |

#### Millor actor secundari
| Actor         | Muntatge               | Resultat  |
| ------------- | ---------------------- | --------- |
| Pepe Viyuela  | El burlador de Sevilla | Guanyador |
| Adrián Lastra | Billy Elliott          | Nominat   |
| Luis Rallo    | 1984                   | Nominat   |

#### Millor actriu de repartiment
| Actriu         | Muntatge                 | Resultat   |
| -------------- | ------------------------ | ---------- |
| Ángeles Martín | Hablar por hablar        | Guanyadora |
| Lidia Navarro  | Llueven vacas            | Nominada   |
| Montse Peidro  | El auto de los inocentes | Nominada   |

#### Millor actor de repartiment
| Actor        | Muntatge                      | Resultat  |
| ------------ | ----------------------------- | --------- |
| Juan Vinuesa | Algún día todo esto será tuyo | Guanyador |
| Antonio Gil  | Hablar por hablar             | Nominat   |
| Jorge Torres | El auto de los inocentes      | Nominat   |

### Internacionals

#### Millor actriu en producció internacional
| Actriu            | Pel·lícula                                                | Resultar   |
| ----------------- | --------------------------------------------------------- | ---------- |
| Penélope Cruz     | The Assassination of Gianni Versace: American Crime Story | Guanyadora |
| Belén Rueda       | No dormirás                                               | Nominada   |
| Natalia de Molina | No dormirás                                               | Nominada   |

#### Millor actor en producció internacional
| Actor          | Pel·lícula            | Resultat  |
| -------------- | --------------------- | --------- |
| Alberto Ammann | Narcos                | Guanyador |
| Óscar Jaenada  | Luis Miguel: la serie | Nominat   |
| Paco León      | La casa de las flores | Nomint    |